# Synagoga w Skwyrze
Synagoga w Skwyrze – żydowska bóżnica znajdująca się w Skwyrze na Ukrainie.
Została zbudowana w 1711 roku. W latach trzydziestych XX wieku władze Ukraińskiej SRR zamieniły ją w skład ziarna. Za czasów niepodległej Ukrainy przebudowano ją z kolei na szwalnię. 
W wystroju zewnętrznym zachował się podział ścian, kształt okien i fryz arkadowy. 